# Kostel svatého Jakuba (Jaroměř)
Kostel svatého Jakuba v Jaroměři je poprvé zmiňován již roku 1374 v listině Jana Očka z Vlašimi. V první polovině 16. století byl přestavěn ve slohu pozdní gotiky. Byl několikrát opravován, především po požáru v roce 1670, kdy vyhořel až na kněžiště. Při opravě byla tehdy zcela barokizována věž. Kostel je významný především hodnotnými pozdně gotickými portály, je chráněn jako kulturní památka České republiky.
Ve 2. polovině 19. století byl zrušen hřbitov okolo kostela, který sám byl stěží zachráněn před zbořením. Na nový jaroměřský hřbitov byla tehdy přenesena i socha Plačící ženy, náhrobek zhotovený M. B. Braunem pro jeho tchyni A. Miseliusovou (1730).

## Popis stavby
Kostel je gotická, částečně barokizovaná jednolodní stavba. Na straně východní má elipsovitou sakristii, v západním průčelí věž. Věž hranolová, dvoupatrová, jednotlivé díly členěny na nárožích sdruženými lisenami. V přízemí pozdně gotický hrotitý portál s pravoúhlým rámem, profilovaným do oblých, bohatě členěných a vzájemně prostupujících prutů zakončených vlysem s renesanční římsou s trojím zubořezem. Ve vlysu je nápis: Hec ecclesia et edificata temporae Domini dicti Macer, decani Jaromir (česky „Tento kostel byl vybudován za času pana Jana, řečeného Macer, děkana jaroměřského“). Portál je kopií z r. 1947, originál je v Městském muzeu. V prvním patře kvadrilobní okna s profilovanými šambránami, v druhém půlkruhová. Věž je kryta oplechovanou osmibokou cibulí s lucernou, bání, koulí a dvojitým křížem. Na jihu okna do lodi hrotitá, hladce špaletovaná, na severu okno půlkruhové s profilovanou šambránou a gotický portál, pravoúhlý, s vyplněnými kouty, bohatě profilovaný. Rám z oblých článků, vzájemně se prostupujících a přecházejících nahoře v pravoúhlý nástavec s vlysem a římsou členěnou zubořezem. Ve vlysu je gotickým písmem nápis Anno a Christo M. quingetesimo tricesimo (česky „Od Kristova narození 1530“).
Kněžiště je uzavřené pěti stranami osmiúhelníku, osvětlované třemi hrotitými okny bez kružeb. Ostění jsou hladká. Žebra klenby dvakrát vyžlabená vybíhající bezprostředně ze stěn, místy se oddělují od klenby (architektonická hříčka). Vchod do sakristie je pravoúhlý s hladkým rámem. Sakristie je osvětlovaná dvěma hluboce špaletovanými, půlkruhovými okny a sklenuta křížem se širokými pásy. Triumfální oblouk je hladký, hrotitý. Loď je dlouhá 16,6 m, široká 10,50 m, v rovině o jeden schod níže pod kněžištěm. Na jihu tři hrotitá okna bez kružeb, na sever půlkruhové. Strop prkenný, lištový, na dvou trámech v ose lodi, podepřených ve středu dvěma sloupy. Západní polovina lodi zabrána trojramennou dřevěnou kruchtou, na čtyřech toskánských sloupech. Podkruchtí je prkenné na příčných trámech. Parapet je plný, ořímsovaný, dělený pilastry a segmentovými oblouky ve dvacet polí, z 1. poloviny 18. století. Ve výplních jsou pestře malované rokokové kartuše. V přízemí věže je předsíň zaklenutá křížem, podobně je 1. patro otevřené do kruchty širokým půlkruhem. Kazatelna je dřevěná, zeleně a hnědě lakovaná. Na balustrové noze je pětiboké řečniště. V polích jsou prázdné kartuše, zdobené boltci. Bez stříšky, z poloviny 17. století. Varhany tvoří trojdílný korpus s bohatým rokokovým ornamentem, z doby okolo roku 1760. Lavice jsou barokní, hladké, z 18. století.

## Galerie

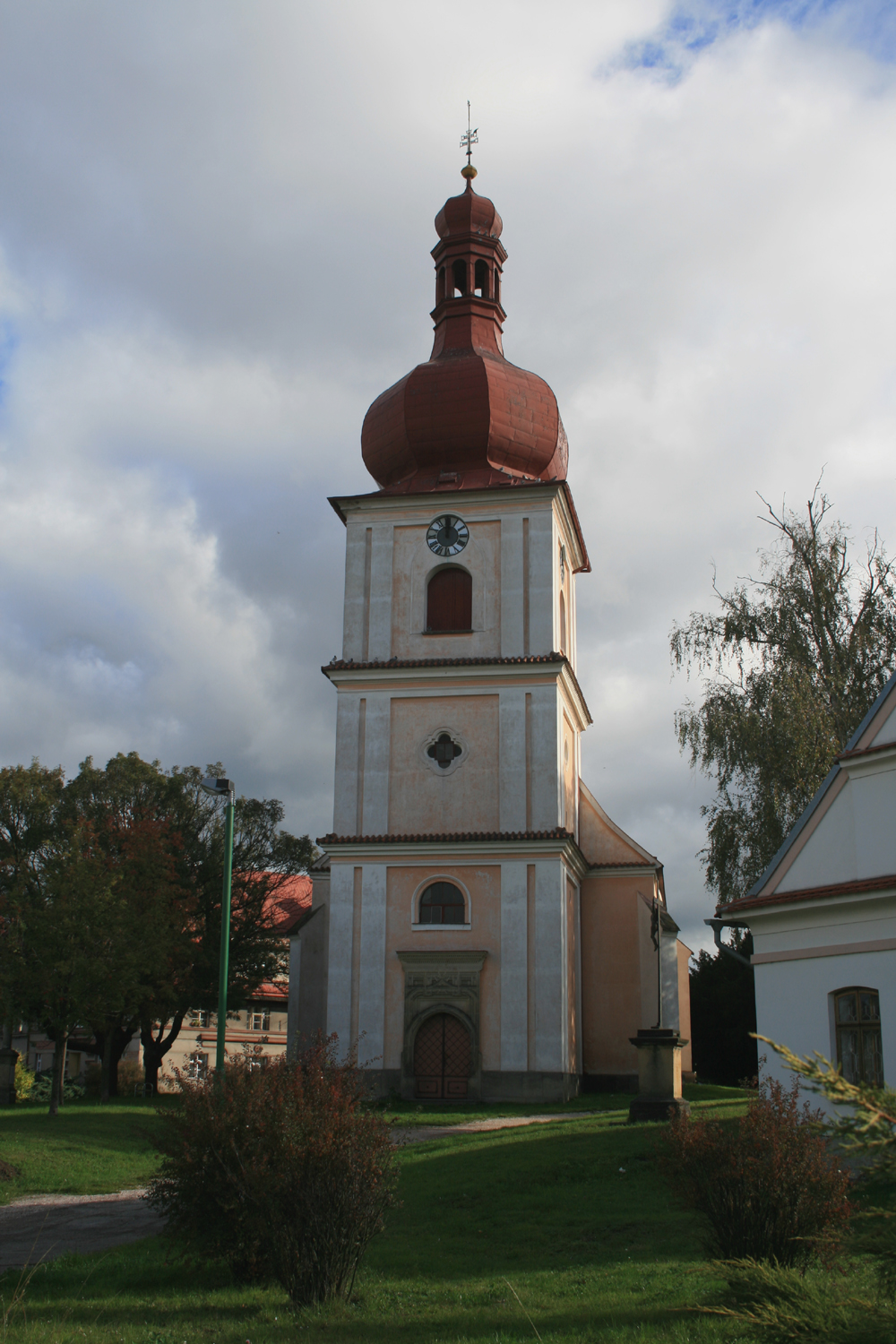
Pohled od západu
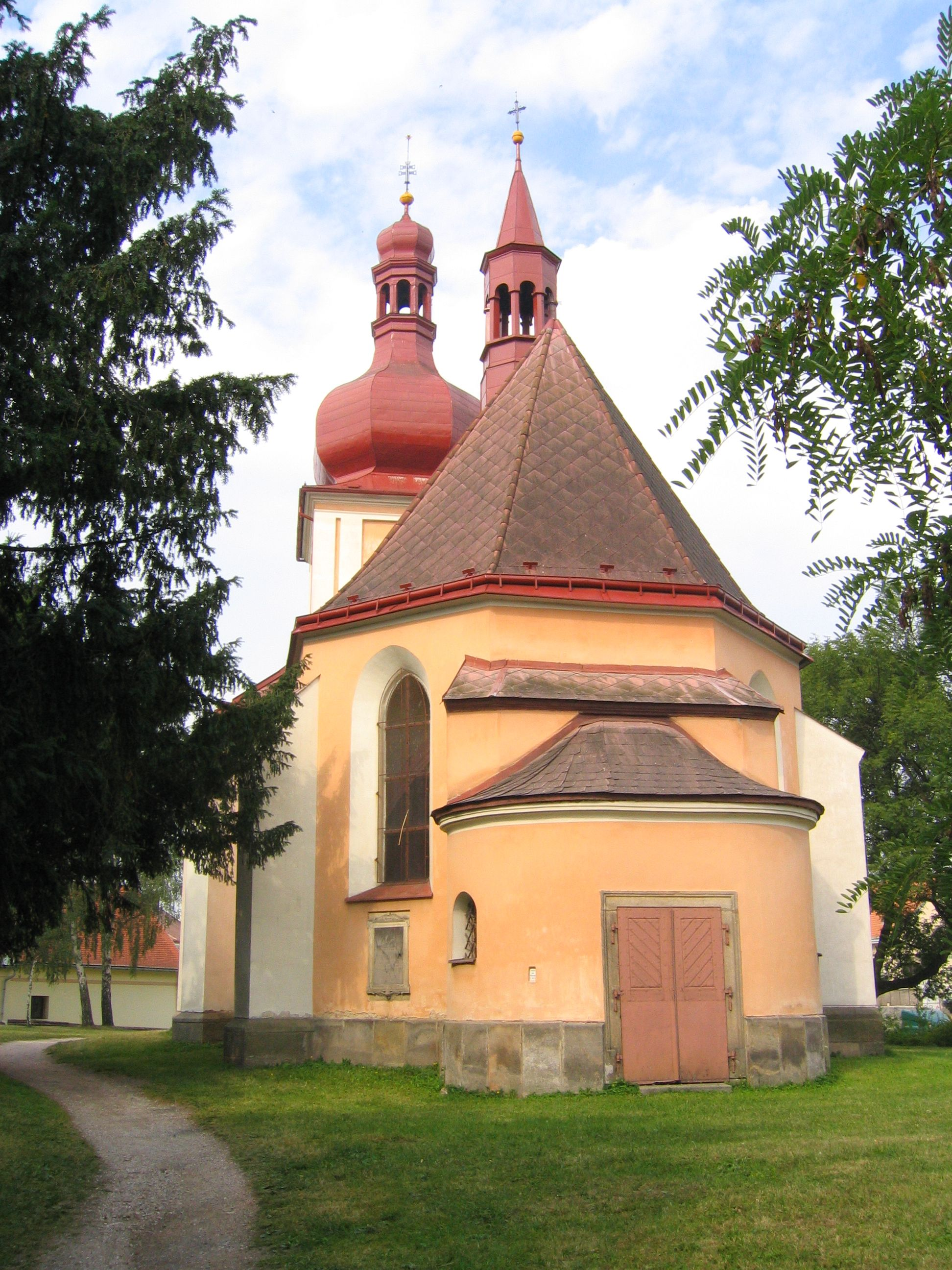
Pohled od východu
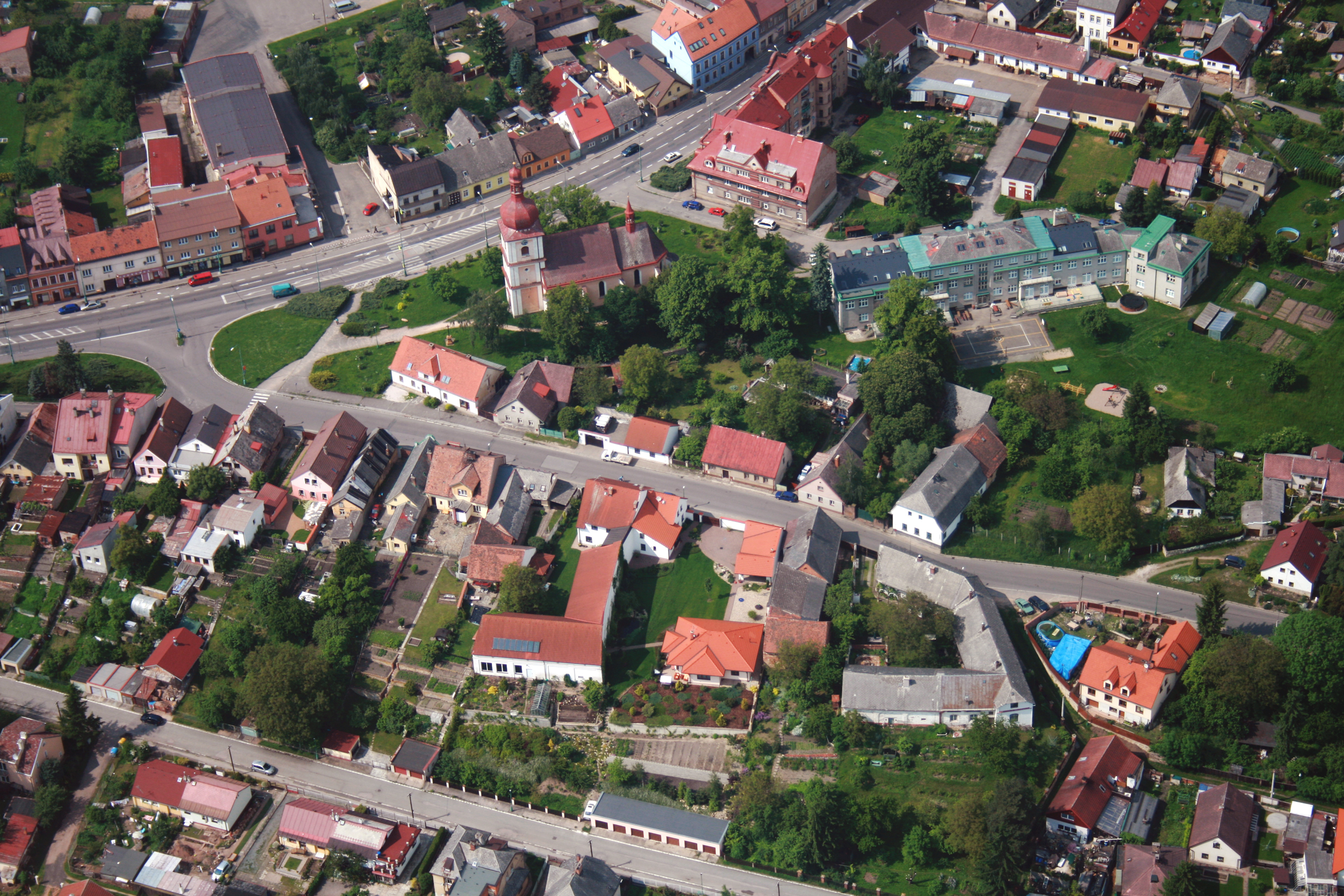
Letecký pohled
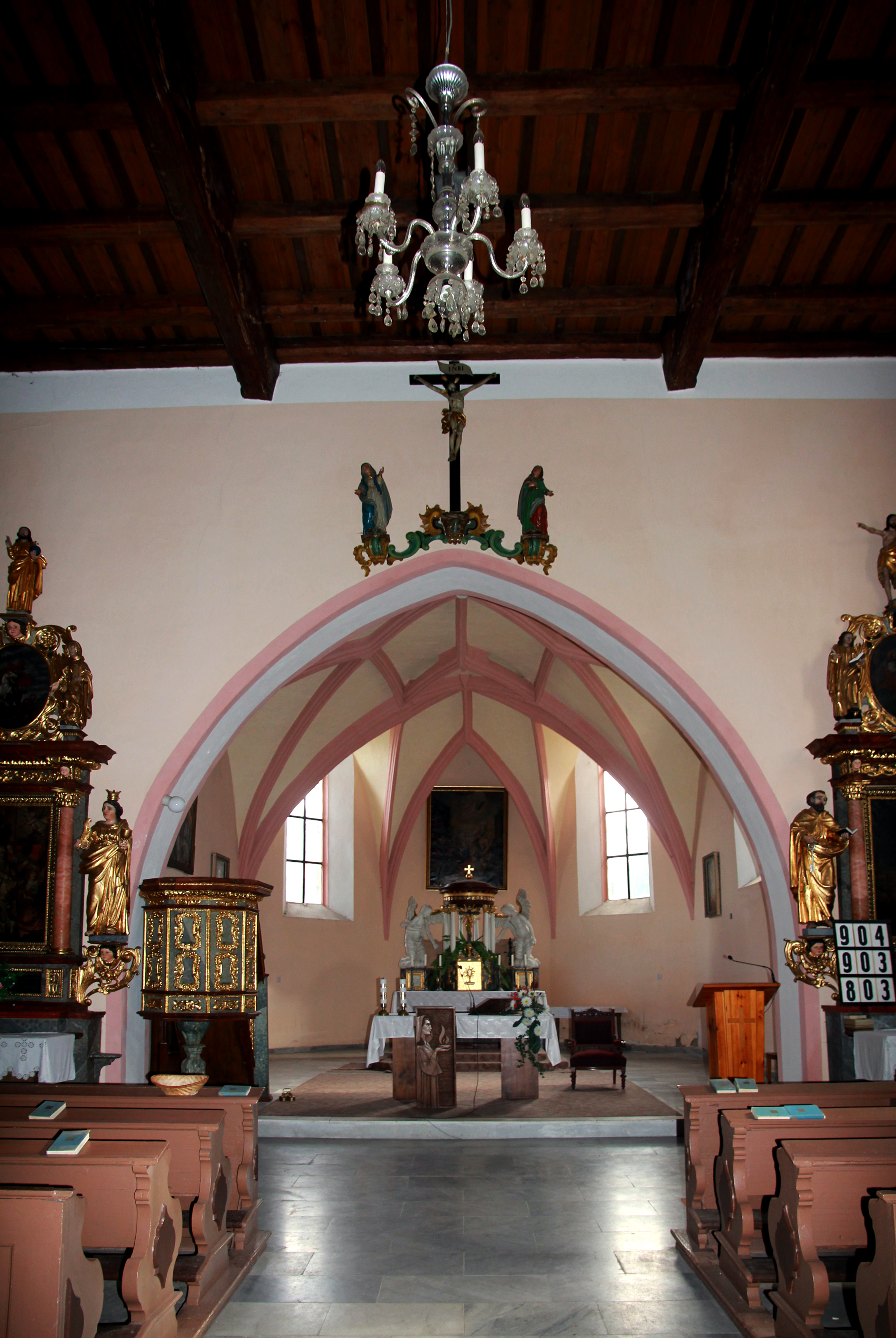
Interiér
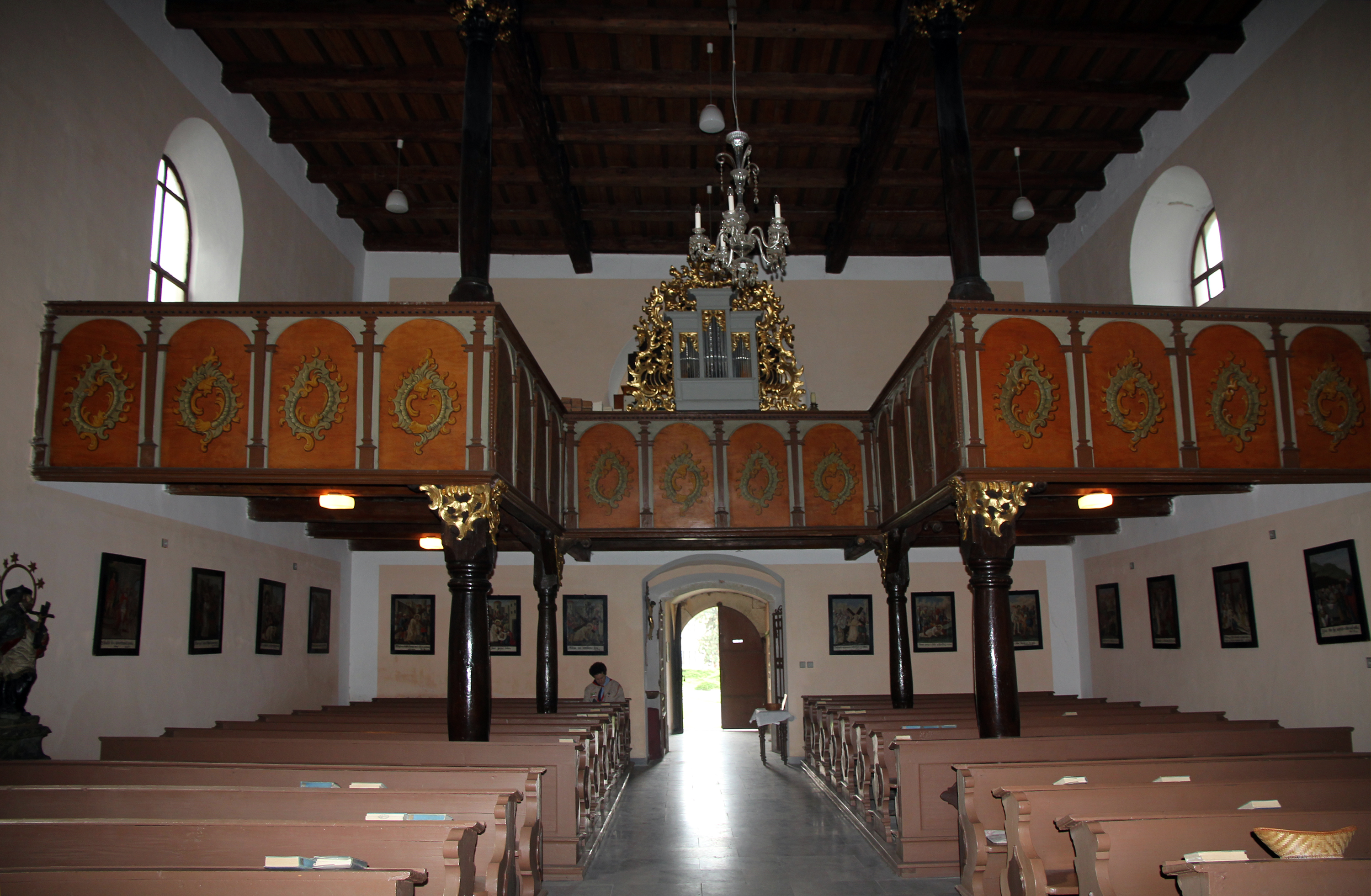
Interiér
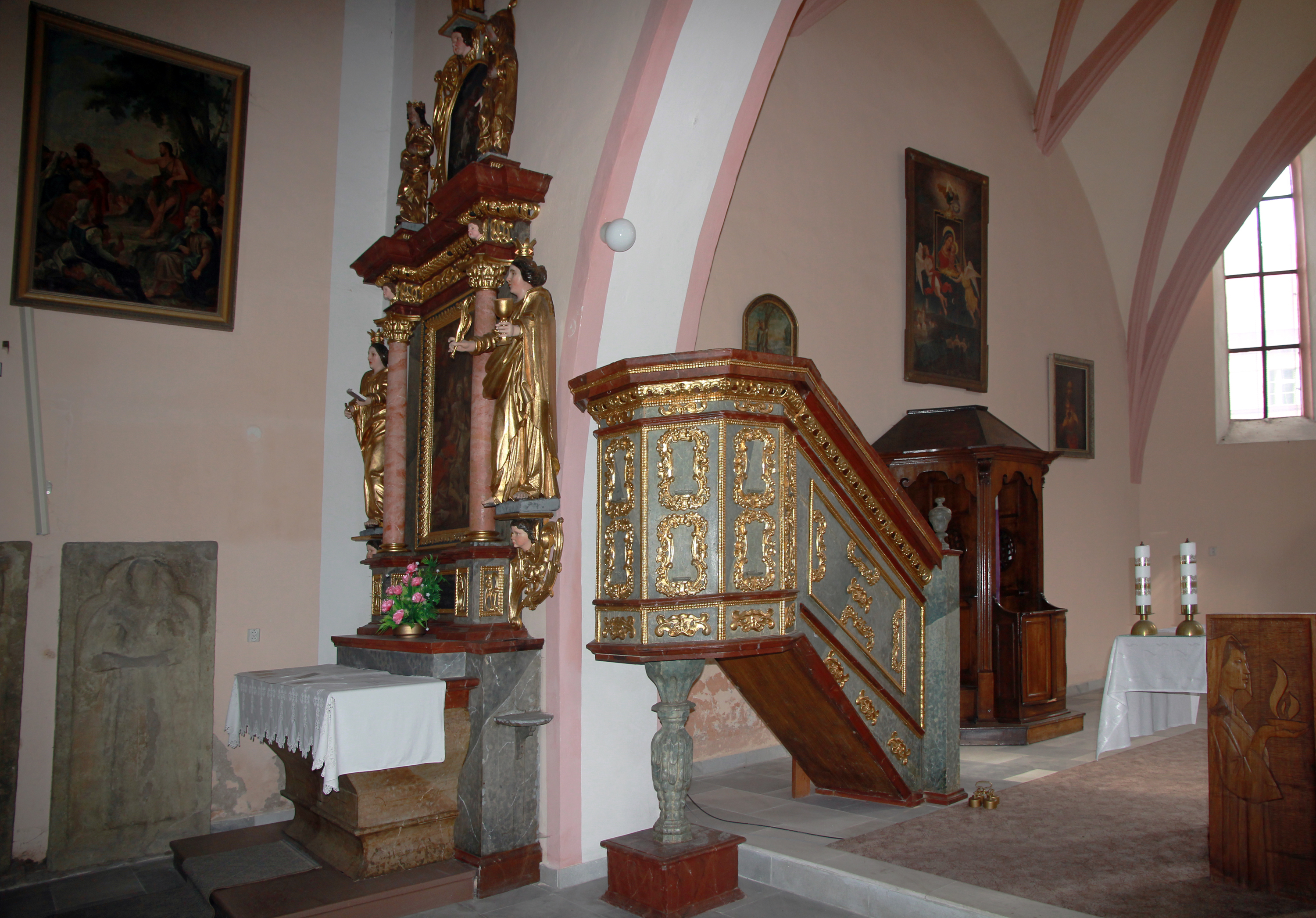
Interiér
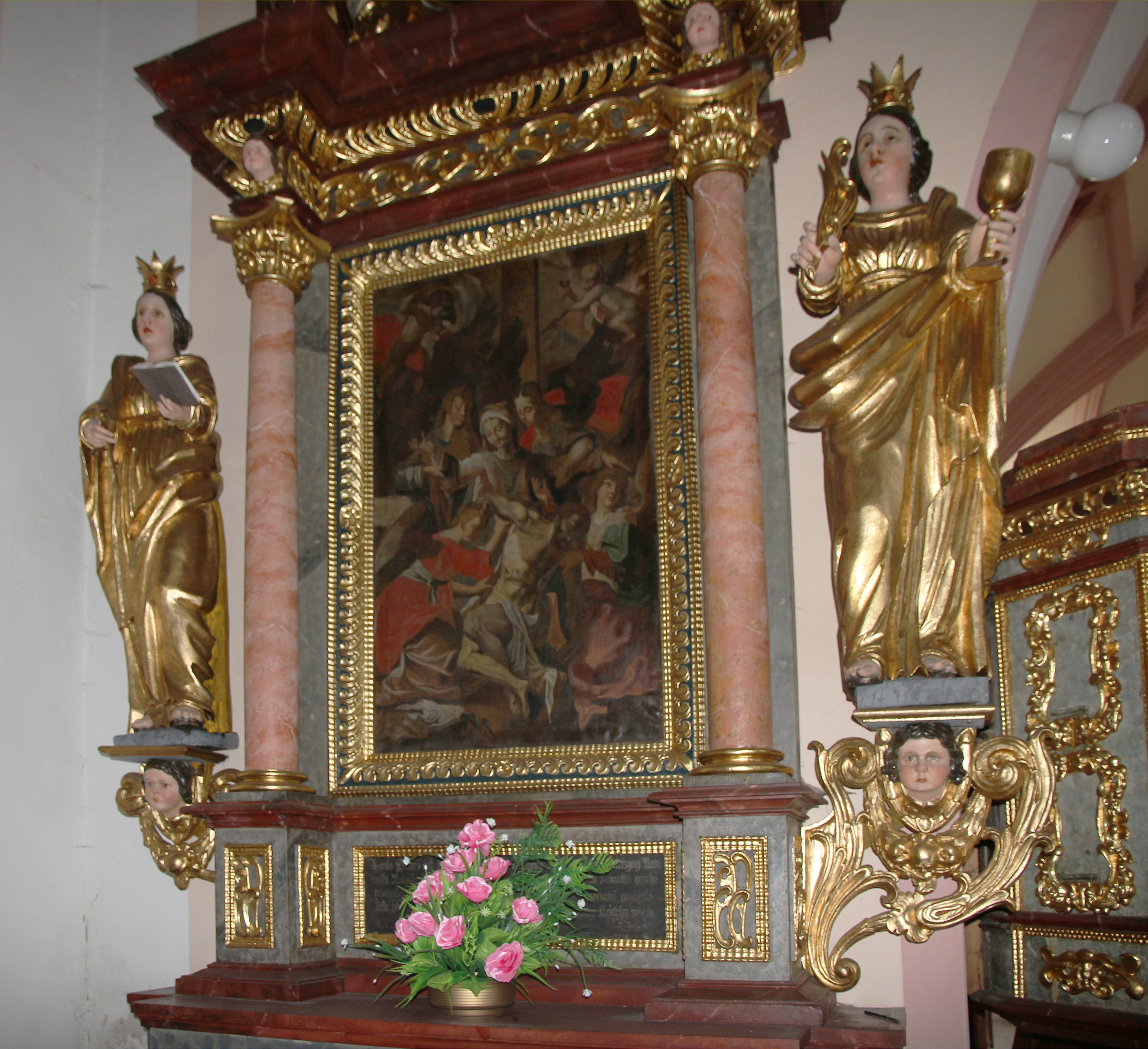
Interiér
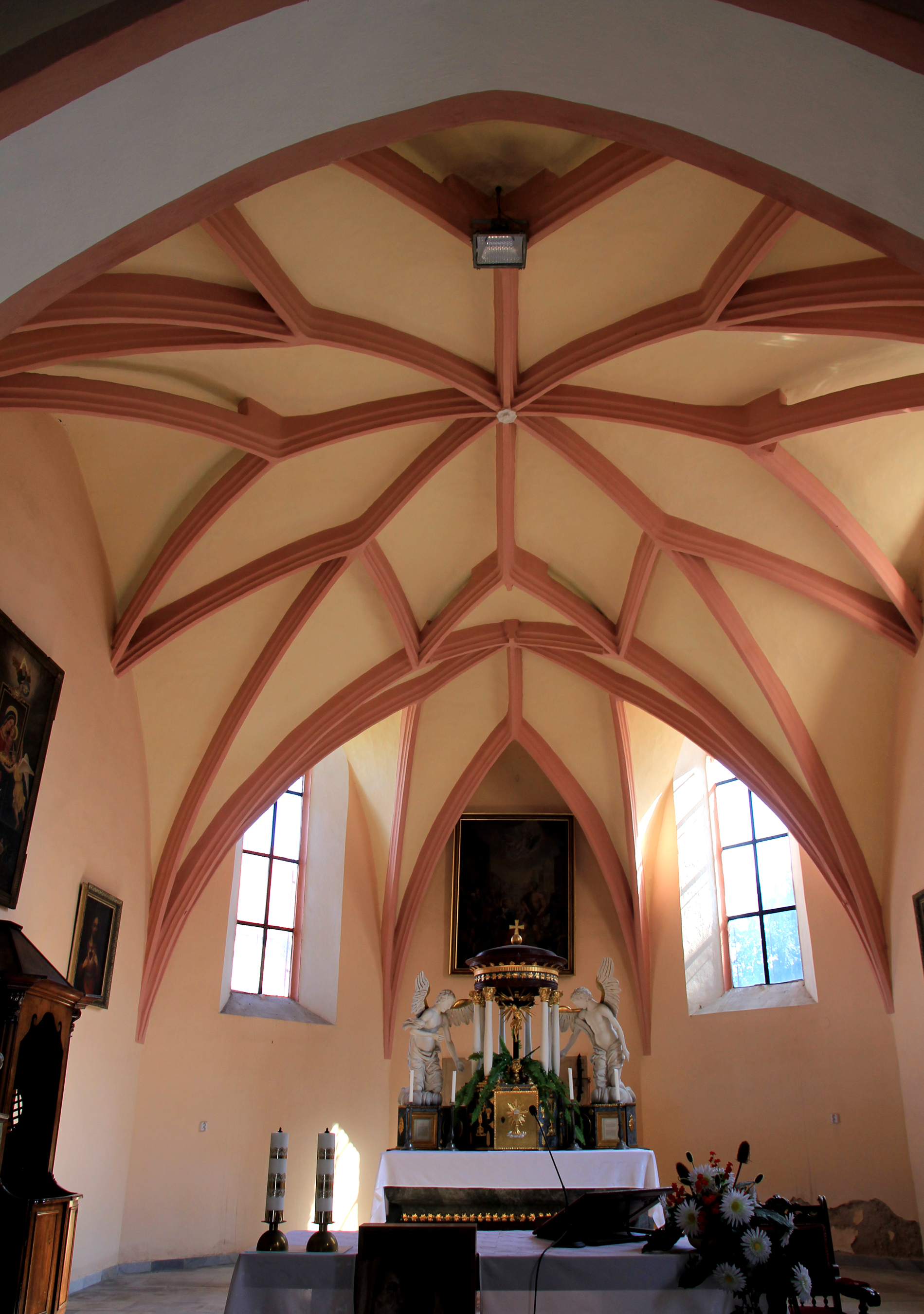
Křížová klenba nad oltářem
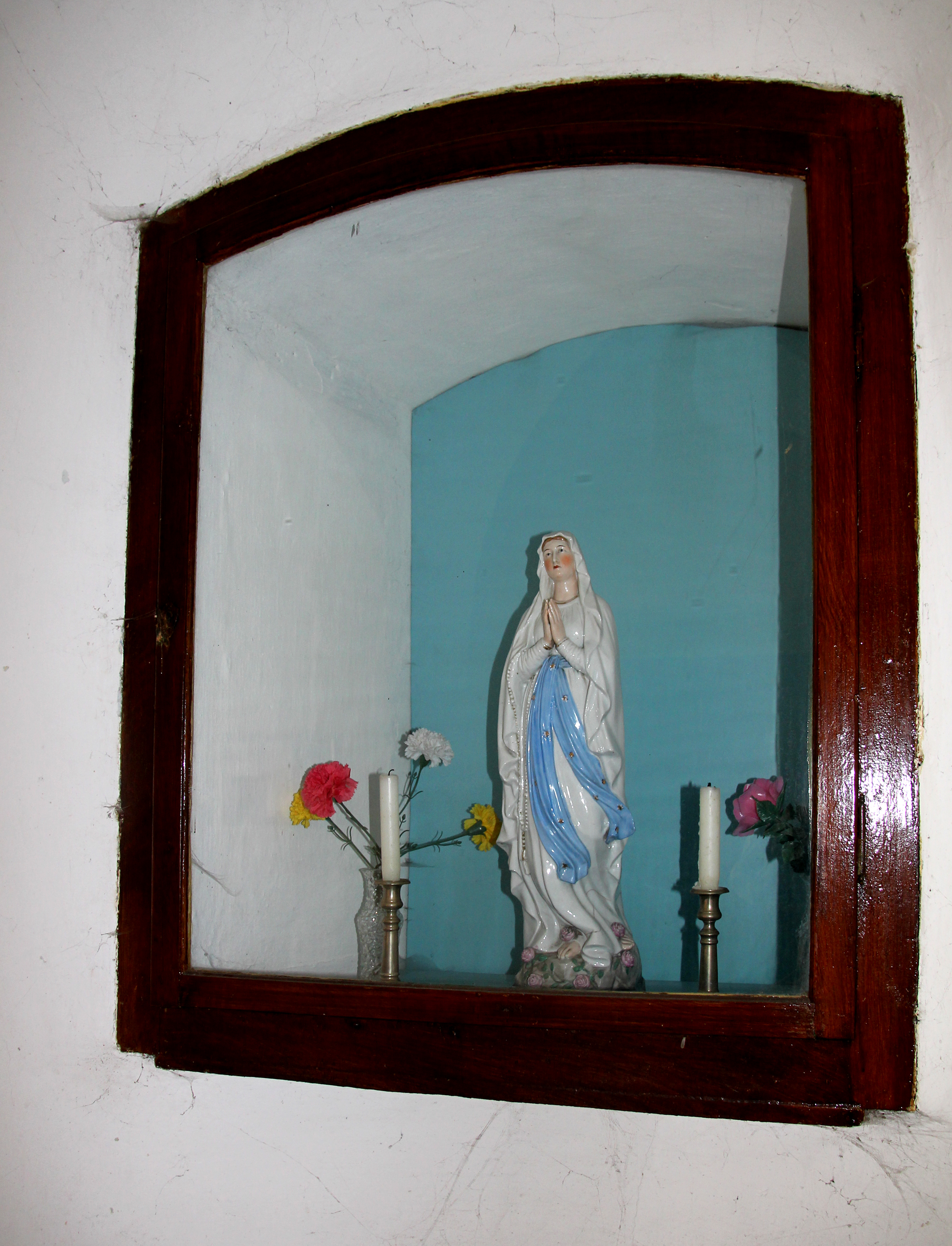
Interiér
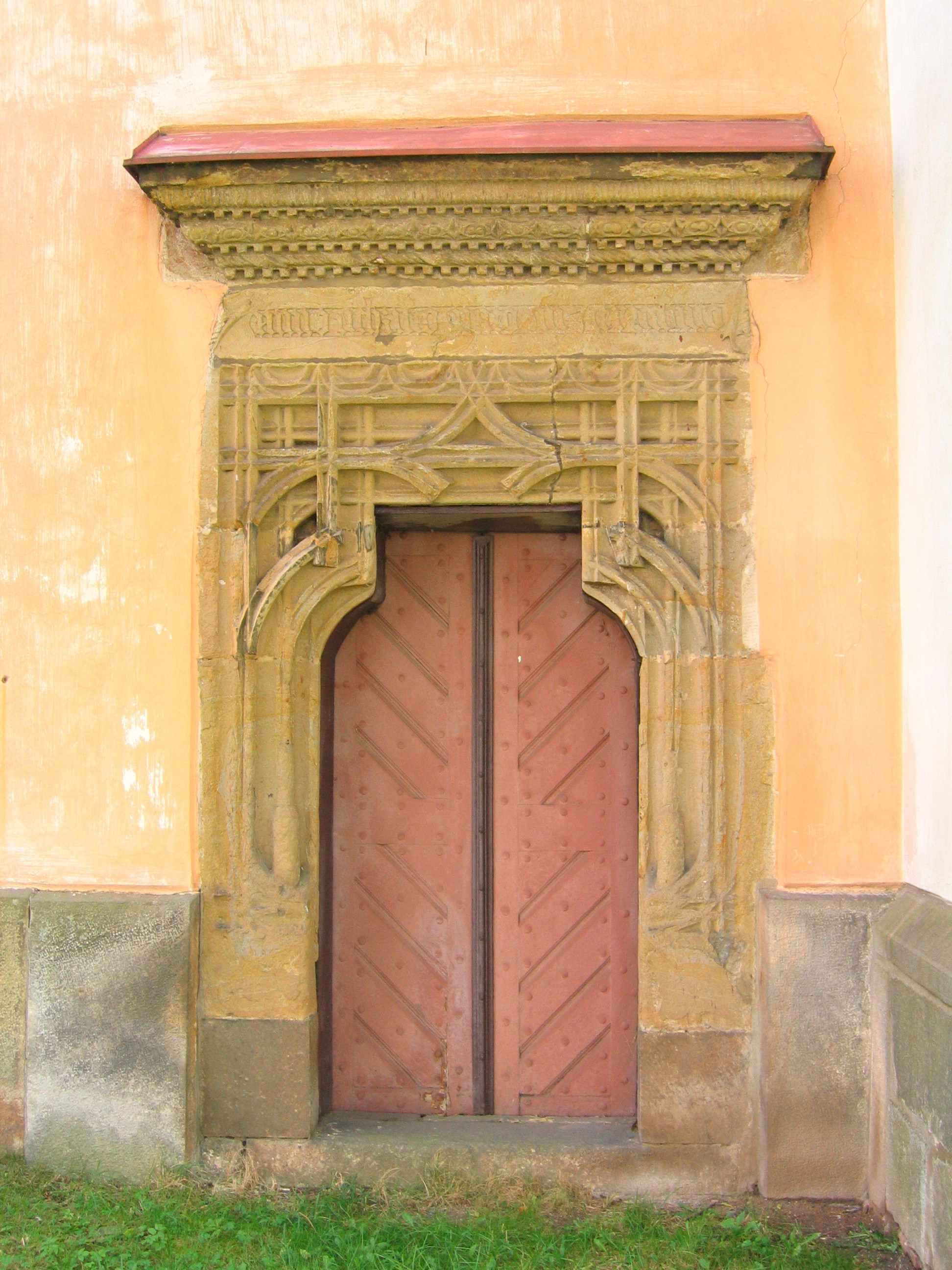
Portál na severní straně kostela
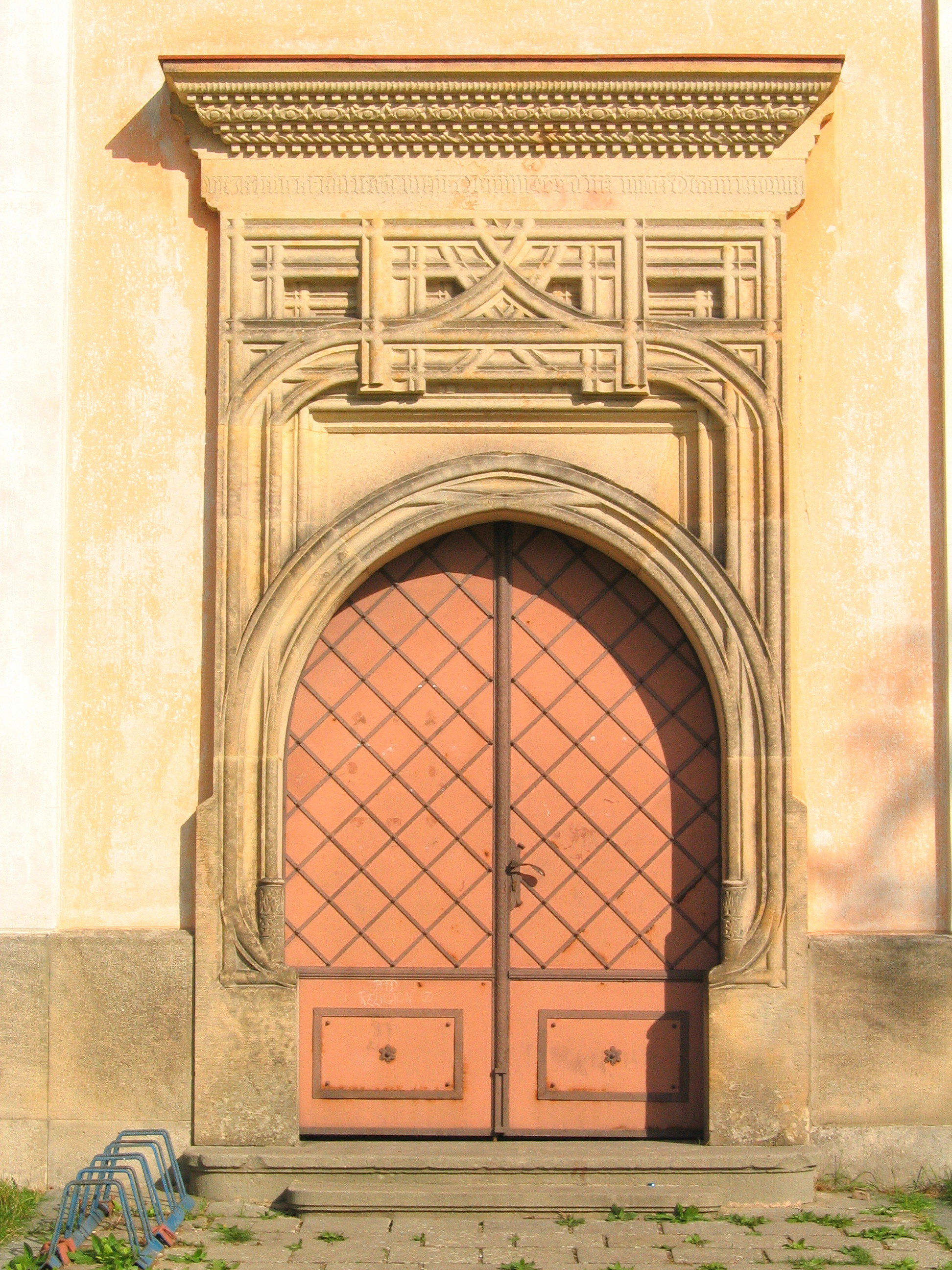
Portál na západní straně kostela
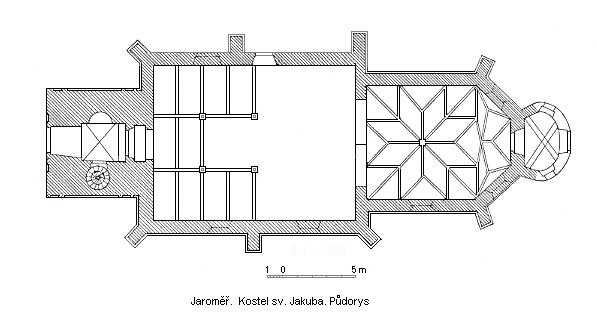
Kostel sv. Jakuba; půdorys